# Günther Lohre
Günther Lohre (ur. 12 maja 1953 w Leonbergu, zm. 15 marca 2019 tamże) – niemiecki lekkoatleta specjalizujący się w skoku o tyczce, uczestnik letnich igrzysk olimpijskich w Montrealu (1976). W czasie swojej kariery reprezentował Republikę Federalną Niemiec.

## Sukcesy sportowe
- dziesięciokrotny medalista mistrzostw Niemiec w skoku o tyczce – dziewięciokrotnie złoty (1975, 1976, 1977, 1978, 1979, 1980, 1982, 1983, 1984) oraz srebrny (1981)[2]
- jedenastokrotny medalista halowych mistrzostw Niemiec w skoku o tyczce – dziewięciokrotnie złoty (1975, 1976, 1977, 1978, 1979, 1980, 1981, 1982, 1983) oraz dwukrotnie brązowy (1974, 1984)[3]

| Rok  | Miasto     | Zawody                    | Konkurencja   | Wynik      |
| ---- | ---------- | ------------------------- | ------------- | ---------- |
| 1976 | Monachium  | Halowe mistrzostwa Europy | skok o tyczce | 4. miejsce |
| 1976 | Montreal   | Igrzyska olimpijskie      | skok o tyczce | 9. miejsce |
| 1977 | Düsseldorf | Puchar świata             | skok o tyczce | 6. miejsce |
| 1978 | Mediolan   | Halowe mistrzostwa Europy | skok o tyczce | 6. miejsce |
| 1978 | Tokio      | Puchar narodów            | skok o tyczce | 3. miejsce |
| 1979 | Wiedeń     | Halowe mistrzostwa Europy | skok o tyczce | 4. miejsce |
| 1982 | Ateny      | Mistrzostwa Europy        | skok o tyczce | 8. miejsce |

## Rekordy życiowe
- skok o tyczce – 5,65 – Monachium 25/07/1982
- skok o tyczce (hala) – 5,62 – Nördlingen 27/02/1983